# Farmersville (Pennsylvania)
Farmersville is een mennistisch plattelandsdorp dat ten zuidoosten van de stad Ephrate in de Amerikaanse staat Pennsylvania gelegen is. Het ligt bij de gemeente West Earl Township maar behoort officieel tot geen enkele gemeente. Het dorp ligt niet in de buurt van grote wegen. Er wonen circa 200 mensen, en het is de geboorteplaats van wielrenner Floyd Landis.